# أسواق عبد الله العثيم
أسواق عبد الله العثيم هي شركة مساهمة سعودية مقرها المملكة العربية السعودية، وتعمل حاليا في السعودية ومصر. وهي تابعة لمنظمة صالح علي العثيم التي تأسست عام 1956. وتتمثل أنشطتها الرئيسية في بيع المواد الغذائية بالجملة، ومحلات البقالة، ومراكز التسوق.
ومع تواجدها في أكثر من 100 منطقة ومدينة، حققت الشركة انتشاراً جغرافياً واسعاً في جميع أنحاء المملكة. ولها عدد كبير من الفروع حيث يصل عددها إلى أكثر من 400 فرعاً داخل المملكة حتى عام 2025، بالإضافة إلى انتشارها خارج المملكة حيث يصل عددها إلى 46 فرعاً في جمهورية مصر العربية.
صنفت مجلة فوربس الشركة الثالثة عربيًا في مجال الإدارة التنفيذية للبيع بالتجزئة في عام 2016. كما صنفت الشركة ضمن أفضل 100 شركة في المملكة العربية السعودية، وأفضل 200 شركة في العالم العربي. وفي عام 2020، أدرجت مجلة فوربس الشرق الأوسط الشركة ضمن أكبر 100 شركة عامة في الشرق الأوسط.

## التاريخ

### من 1956 حتى 1980
في عام 1956 تأسست شركة العثيم للتجارة في الرياض بالمملكة العربية السعودية على يد الشيخ صالح علي العثيم. تأسيس شركة أسواق عبد الله العثيم عام 1980، والتي توسعت في الأنشطة التجارية من خلال بناء فروع لبيع السلع بالجملة والتجزئة.

### من 1981 حتى 2000
في عام 1990، افتتحت شركة أسواق عبد الله العثيم المتجر رقم 14 وطبقت أسلوب "حماية المستهلك"، مما جعلها من أفضل الأسواق في هذه الصناعة. في عام 1992 تم افتتاح المستودعات المركزية للشركة مع متطلبات الجودة في التخزين الجاف والمبرد. تأسيس أكاديمية العثيم للتدريب والتطوير عام 2000، وبلغ عدد المتدربين فيها 95 ألف متدرب حتى الآن.

### من 2001 حتى 2010
تم إطلاق نظام الولاء "اكتساب" في عام 2004، وهو الآن أحد شبكات الولاء الرئيسية في المملكة العربية السعودية. وفي عام 2007، انطلقت مبادرة ترك التبرع الحلال من العملاء أثناء معاملات المتجر لمساعدة الجمعيات الخيرية الرسمية.
بحلول عام 2008، كانت أسواق عبد الله العثيم قد استكملت التحول من شركة خاصة إلى شركة مدرجة في السوق المالية السعودية "تداول".

### من 2011 حتى 2023
وفي عام 2016 تم افتتاح أول منافذ أسواق العثيم في مصر حيث قررت إدارة أسواق العثيم إنشاء سلاسل تجارية لبيع المواد الغذائية. وبمبلغ أولي قدره 144 مليون ريال، تم افتتاح أول 15 فرعا في عام 2016، ضمن خطة التوسع لإنشاء سلاسل تحت اسم "العثيم" في السوق المصرية. إطلاق المحل رقم 300 في المملكة العربية السعودية عام 2022.وفي العام 2023 حققت الشركة مبيعات بقيمة 10.2 مليار ريال ونمت الأرباح التشغيلية بمقدار 3.2%. 

## الشركات التابعة
ترتبط شركة أسواق عبد الله العثيم بعدة مؤسسات داخل المملكة وخارجها، منها:
- شركة هالي القابضة
- شركة المركز العالمي للتسويق[30]
- شركة بيت الوطن
- شركة مرافق التشغيل
- شركة شرفات الجزيرة
- شركة ثمرات القصيم[31]
- شركة معيين للموارد البشرية
- أسواق عبد الله العثيم (مصر)

## المسؤولية الاجتماعية[32]
ومن خلال تنفيذ العديد من البرامج التي تشكل عنصرًا جوهريًا في سياسة الشركة ونهجها، تتولى شركة أسواق عبد الله العثيم مسؤولية برامج المسؤولية الاجتماعية وخدمة المجتمع. وأشهر هذه البرامج هي:

### برنامج التبرع الحلال المتبقي
قد تجاوز عدد الجمعيات المستفيدة من هذا المشروع (15) جمعية على مستوى المملكة، كما تجاوز إجمالي التبرعات 10 ملايين ريال منذ بداية البرنامج.

### مبادرة البطاقات الممغنطة والمشتريات الخيرية
مخصص لفئات محددة في المجتمع، يتم صرفه من خلال الجمعيات الخيرية، واستفادت منه أكثر من 100 ألف أسرة عبر أكثر من 60 جمعية خيرية في المملكة، حيث بلغ الدعم المالي الذي قدمته أسواق العثيم في هذا البرنامج أكثر من 148 مليون ريال حتى نهاية 2022. الربع الأول من العام الحالي 2023. ساهمت شركة أسواق عبد الله العثيم بأكثر من 36 مليون ريال في شراء بطاقات الجمعيات الخيرية في مملكة سنابل الخير حتى ختام الربع الأول من العام الحالي 2023.

### اتفاقية الجمعيات والمؤسسات الخيرية
تم التفاوض على عدة اتفاقيات لدعم برامج مجموعة متنوعة من المنظمات والمؤسسات الخيرية في المملكة، بما في ذلك جمعية متلازمة داون الصوتية وغيرها.

### برنامج اكتساب
ويعتبر برنامج اكتساب أول برنامج متكامل ترعاه شركة أسواق عبد الله العثيم، ومؤسسة العثيم الخيرية، وشركة اكتساب المرتبطة بشركة أسواق عبد الله العثيم. وتتمحور فكرة البرنامج حول إعطاء السلع الاستهلاكية والغذائية للمستهلك النهائي الذي ينتمي إلى إحدى الفئات المستهدفة في المجتمع بسعر معقول ومدعوم. ويحصل العملاء الذين يتسوقون على دعم مباشر على مجموعة متنوعة من المواد الأساسية والأساسية، بحد أقصى للدعم الشهري يبلغ 200 ريال لكل مستفيد. وحتى نهاية الربع الأول من عام 2023، بلغ إجمالي المساعدات أكثر من 41 مليون ريال.

## مجلس الإدارة
- عبد الله صالح العثيم، رئيس مجلس الإدارة ورئيس اللجنة التنفيذية
- بدر بن حامد العوجان، نائب رئيس مجلس الإدارة
- بندر بن سليمان البحري، عضو مجلس الادارة
- بندر بن ناصر التميمي، عضو مجلس الادارة
- رائد بن عبد الله الحقيل عضو مجلس الادارة
- سعد بن إبراهيم المشوح عضو مجلس الادارة
- عبد الكريم بن حمد النجيدي عضو مجلس الادارة
- محمد بن حسن الشهيل عضو مجلس الادارة

## الجوائز
- شركة أسواق عبد الله العثيم ضمن أقوى 100 شركة في الشرق الأوسط 2020 بحسب مجلة فوربس.[16]
- جائزة RLI للاستدامة في قطاع التجزئة لعام 2022.[37]
- قائمة فوربس لأفضل 100 شركة في الشرق الأوسط لعام 2020.[38]
- جائزة التميز في الحوكمة 2019 من قبل جامعة الفيصل لأفضل الشركات المدرجة في سوق رأس المال.[39]

## الصور

أحد فروع أسواق العثيم في حي منفوحة الجديدة عند شارع البطحاء بمدينة الرياض

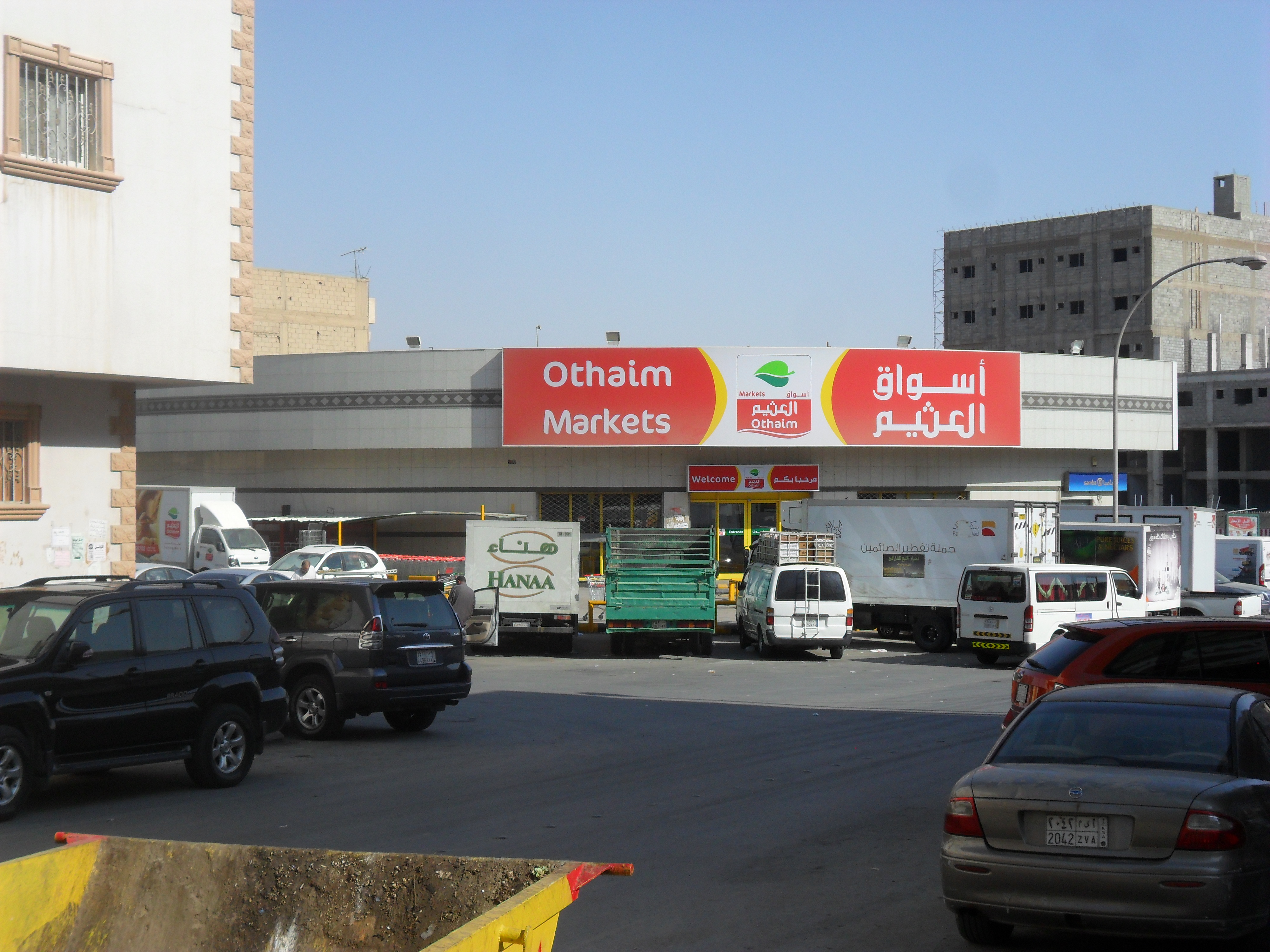
منفذ أسواق العثيم